# Informações gerenciais relevantes
Informação gerencial relevante é qualquer peça do campo das informações gerenciais que tenha potencial para afetar a decisão que o gerente irá tomar em relação a um objeto lógico de decisão.
A informação é um dos três recursos intelectuais que instrumentam a Inteligência  Organizacional, a capacidade coletiva disponível em uma organização para identificar situações que justifiquem iniciativas de aperfeiçoamento e para conceber, projetar, implementar e operar os sistemas aperfeiçoados.
Contabilidade gerencial é aquela que fornece informações para assistir o gerente nos processos de decisão, planejamento e controle.
Informações gerenciais relevantes devem ser usadas, para analisar opções de aperfeiçoamento, por executivos, planejadores, gerentes de projeto e gerentes de operação. Estes são os agentes responsáveis pelo Processo geral de aperfeiçoamento organizacional, discutido por Couto e Macedo-Soares .
Segundo esses autores, as possibilidades de efetuar aperfeiçoamentos em uma organização que se dedique a disponibilizar bens, prestar serviços ou desenhar e implementar soluções integradas, podem ser enquadradas em três categorias de mudanças:
- 1) Reestruturação – Alteração no arranjo dos processos da organização;
- 2) Reconfiguração:
  - Reconfiguração física:
    - Alteração do elenco de entradas do sistema;
    - Alteração do elenco de saídas do sistema;

  - Reconfiguração do negócio:
    - Alteração do elenco de insumos utilizados pelo sistema;
    - Alteração do elenco de produtos disponibilizados pelo sistema;
- 3) Mudança de Conjuntura – Alteração na combinação de métodos usados pela organização para realizar seus processos.

Para tornar abrangente e operacional a conceituação de informação gerencial relevante, os autores em estudo lançaram mão dos conceitos de objeto lógico de decisão e de campo das informações gerenciais.

## Objeto lógico de decisão
Objeto lógico de decisão é qualquer elemento constitutivo de uma organização para o qual existam pelo menos duas alternativas que justifiquem uma escolha gerencial.
Em qualquer organização produtora, objetos lógicos de decisão podem ser identificados na dimensão do processo de produção e na dimensão do processo de administração.
Unidade de Processo é um conjunto de um ou mais processos ao qual foi atribuído um nome, uma identidade.
Unidade Administrativa é um segmento de uma organização ao qual foi atribuído um nome, uma identidade.

## Princípios de interesse para a Administração
Das definições acima decorrem quatro princípios de interesse para a Administração.
Princípio de sustentação da identidade de uma unidade de processo
Do ponto de vista da informação gerencial, só tem sentido conferir identidade própria a um conjunto de operações ou atividades se existir pelo menos dois métodos alternativos para realizar este mesmo conjunto de operações ou atividades.
De fato, um conjunto de atividades ou operações em relação ao qual não é possível escolher alternativa alguma não é um objeto lógico de decisão per se. Portanto, não faz sentido conferir-lhe identidade própria. O conjunto deverá ser gerenciado depois que houver sido agregado a um objeto lógico de decisão. Uma informação gerencial só é relevante se pode influenciar uma decisão. Não havendo alternativa, a informação não terá relevância para a decisão.
Primeiro Princípio de Ação Gerencial
Se um conjunto de operações ou atividades não dispõe de métodos alternativos ele deve ser agregado, para fins de informação gerencial, a um processo que lhe seja anterior ou posterior.
Princípio de sustentação da identidade de uma unidade administrativa
Do ponto de vista da informação gerencial, só tem sentido conferir identidade própria a um segmento de uma organização para o qual será designado um gerente.
Com efeito, não haverá sentido em adquirir e disponibilizar informações sobre um segmento para o qual não haverá conveniência em fazer avaliação de desempenho gerencial.
Segundo Princípio de Ação Gerencial
Se um segmento não comporta a designação de um gerente ele deve ser agregado, para fins de informação gerencial, a um segmento afim.

## Campo das informações gerenciais
Iniciativas de aperfeiçoamento envolvem escolhas de elementos que a organização poderá incorporar ou desincorporar. Informações de interesse sobre tais elementos podem ser encontradas (1) no âmbito interno, (2) na interface da organização com o mercado e (3) no ambiente externo. Estas três áreas são designadas Campo das informações internas, Campo das informações de mercado e Campo das informações externas, pelos autores em estudo.
Campo das informações gerenciais vem a ser a união do campo das informações internas, do campo das informações de mercado e do campo das informações externas.
Campo das informações internas é o conjunto das informações sobre elementos em relação aos quais o gerente pode tomar decisões exclusivamente no âmbito da organização.
Fazem parte deste campo todos os elementos que pertencem às seguintes entidades:
- Unidades administrativas;
- Unidades de processo.

Campo das informações de mercado é o conjunto das informações sobre elementos em relação aos quais o gerente deve levar em conta o interesse de fornecedores de bens e prestadores de serviço, assim como de clientes, consumidores e usuários de bens ou serviços disponibilizados pela organização, quando toma suas decisões.
Fazem parte deste campo elementos das seguintes entidades:
- Elenco de insumos;
- Elenco de produtos;
- Fornecedores de materiais e prestadores de serviço;
- Clientes, consumidores de bens ou usuários de serviços;
- Outras entidades.

Campo das informações externas é o conjunto das informações sobre bens ou serviços, nomeadamente conhecimento e capital, disponíveis em entidades físicas ou jurídicas situados no âmbito externo, com as quais o gerente pode formar alianças estratégicas, objetivando melhorar o resultado da organização.
Ao campo das informações externas pertencem elementos das seguintes entidades:
- Organizações que atuam no mesmo nicho de atividade ou em atividades afins ou em atividades complementares;
- Intermediários de operações e atividades nos mercados físico ou eletrônico;
- Consultorias;
- Autoridades governamentais (Executivo, Legislativo e Judiciário);
- Grupos e entidades não governamentais;
- Comunidades locais;
- Universidades;
- Institutos de pesquisa;
- Outras entidades.

## Informações relevantes
Os autores em estudo listam as principais informações que são relevantes para os gerentes.
- 1.No campo das informações internas

São relevantes, entre outras, as informações que dizem respeito a desempenho ou produtividade dos processos e métodos, ao prazo, à duração ou ao tempo de ciclo dos processos.
São muito importantes as informações sobre custos, tangíveis ou intangíveis, de processos exclusivamente associados à disponibilização de cada produto, de cada conjunto de produtos, e sobre os custos dos métodos associados a cada processo. São igualmente importantes as informações sobre custos exclusivamente associados a cada insumo e a cada conjunto de insumos.
- 2.No campo das informações de mercado

São relevantes as informações que se referem a fornecedores de materiais e prestadores de serviços. São muito importantes as informações sobre custos dos insumos e sobre os benefícios proporcionados pelos produtos, sejam tais custos ou benefícios tangíveis ou intangíveis.
- 3.No campo das informações externas

São muito importantes as informações sobre organizações que atuam no mesmo nicho de atividade, em atividades afins ou em atividades complementares.

## Informações aderentes à realidade
Informações sobre custos e benefícios são indispensáveis à avaliação da economicidade do sistema de produção, dos produtos e dos conjuntos de produtos associados a cada processo de transformação. As informações sobre custo e benefício dos métodos são necessárias para a identificação da alternativa mais vantajosa para realizar cada processo.
Informações de qualidade sobre custos são difíceis de ser encontradas nos sistemas convencionais de informação gerencial, aqueles sistemas que - por seguirem apenas as regras legais da Contabilidade tributária ou Fiscal - desconhecem os conceitos de síntese e análise, as duas categorias de processos de transformação definidas por Couto e Macedo Soares.
Informações aderentes à realidade são objeto de atenção especial nos sistemas avançados de informações gerenciais, sistemas estes que - por refletirem a realidade dos sistemas que procuram emular – podem resolver os requerimentos de informações impostos pelas transformações, isto é, pelas sínteses e análises.